# Christiania (dzielnica Kopenhagi)
Christiania (znana także jako Wolne Miasto Christiania) – częściowo samostanowiące się osiedle w dzielnicy Kopenhagi Christianshavn. Duńskie władze nadały jej mieszkańcom legalny status niezależnej społeczności. Miejsce zasłynęło jako ośrodek ruchu hippisowskiego i kultury alternatywnej.
Fragment nieoficjalnej deklaracji Wolnego Miasta Christiania z 24 września 1971:
Celem projektu jest stworzenie samostanowiącej się społeczności, gdzie każda jednostka jest odpowiedzialna za siebie, będąc jednocześnie integralną częścią naszej wspólnoty. Jej członkowie zamierzają w tym celu osiągnąć ekonomiczną niezależność. Równie ważnym zamiarem jest utwierdzanie w przekonaniu, że ogólnie pojęta nierówność międzyludzka może zostać poprzez naszą działalność zażegnana.

## Historia

### Początki
Dzielnica powstała w 1971 roku, kiedy grupa hippisów – squatersów zajęła opuszczone koszary, rozsiane na obszarze ok. 40 hektarów w byłej jednostce wojskowej Christianshavn (duń. Port Chrystiana). Jeden z bardziej wpływowych założycieli, Jacob Ludvigsen, ogłosił wtedy na łamach anarchistycznej prasy utworzenie wolnego miasta, co spotkało się z szerokim odzewem środowisk alternatywnych. Osiedlający się tu przybysze otwierali szkółki i przedszkola dla własnych dzieci, a okolicę szybko zapełniły prowizorycznie sklecone domostwa, nierzadko interesujące pod względem architektonicznym. Zawiązano nawet reprezentację piłkarską. Powstał także szereg nieformalnych organizacji kulturalno-artystycznych, mających niemały wpływ na rozwój kultury alternatywnej i powstanie ruchu punkowego w Wielkiej Brytanii. W szczytowym okresie Wolne Miasto zamieszkiwało kilka tysięcy ludzi, obecnie ich liczba nie przekracza 900.
Wraz z nowymi mieszkańcami do dzielnicy zaczęli jednak ściągać narkomani, prostytutki i pospolici przestępcy. Nielegalne okupowanie terenów wojskowych przyciągnęło również uwagę duńskiego rządu, ale z uwagi na nie do końca wyjaśnioną sytuację prawną obszaru pierwsze próby nacisków na wspólnotę Christianii zakończyły się niepowodzeniem.

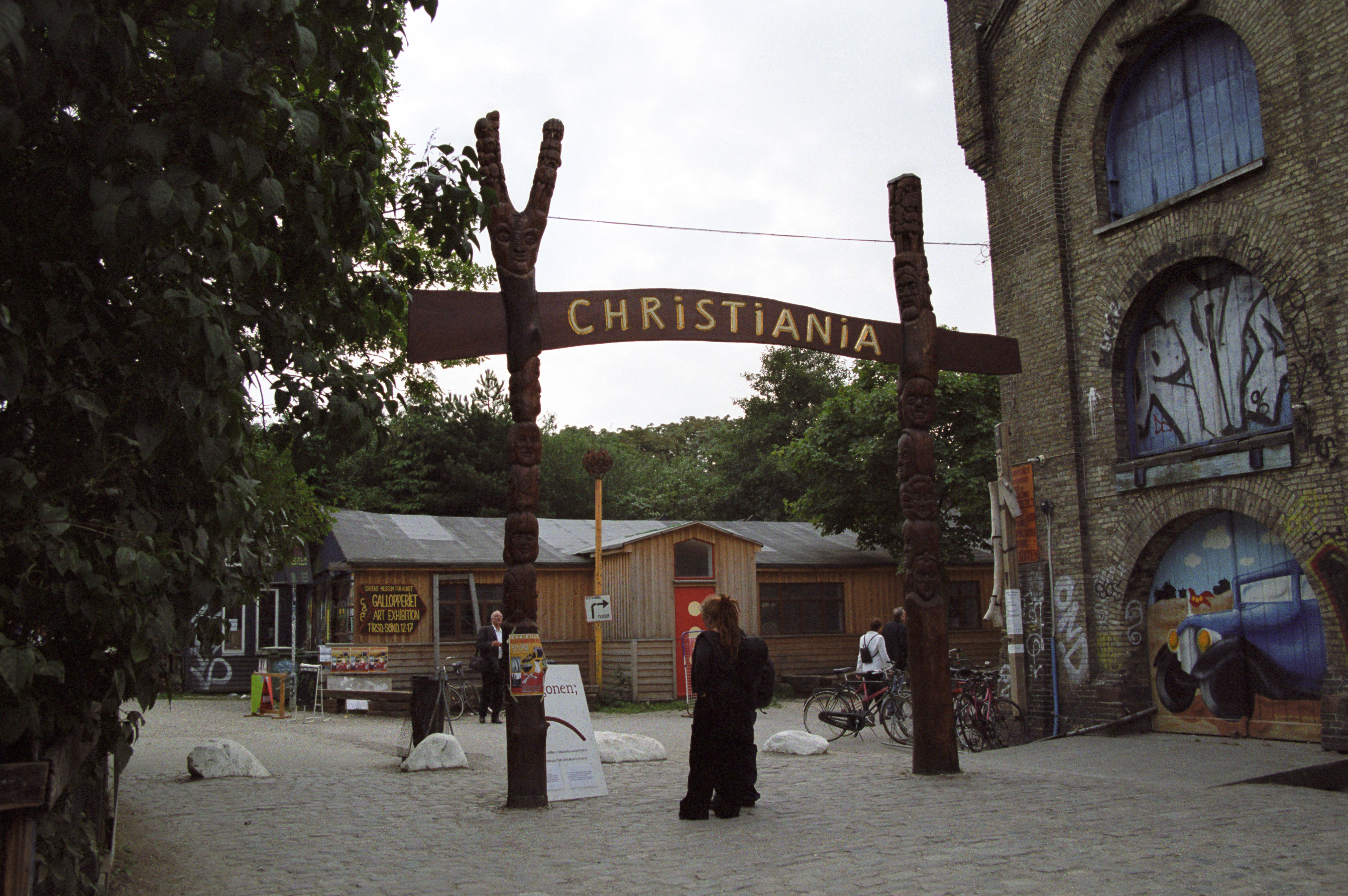
Wejście do Christianii

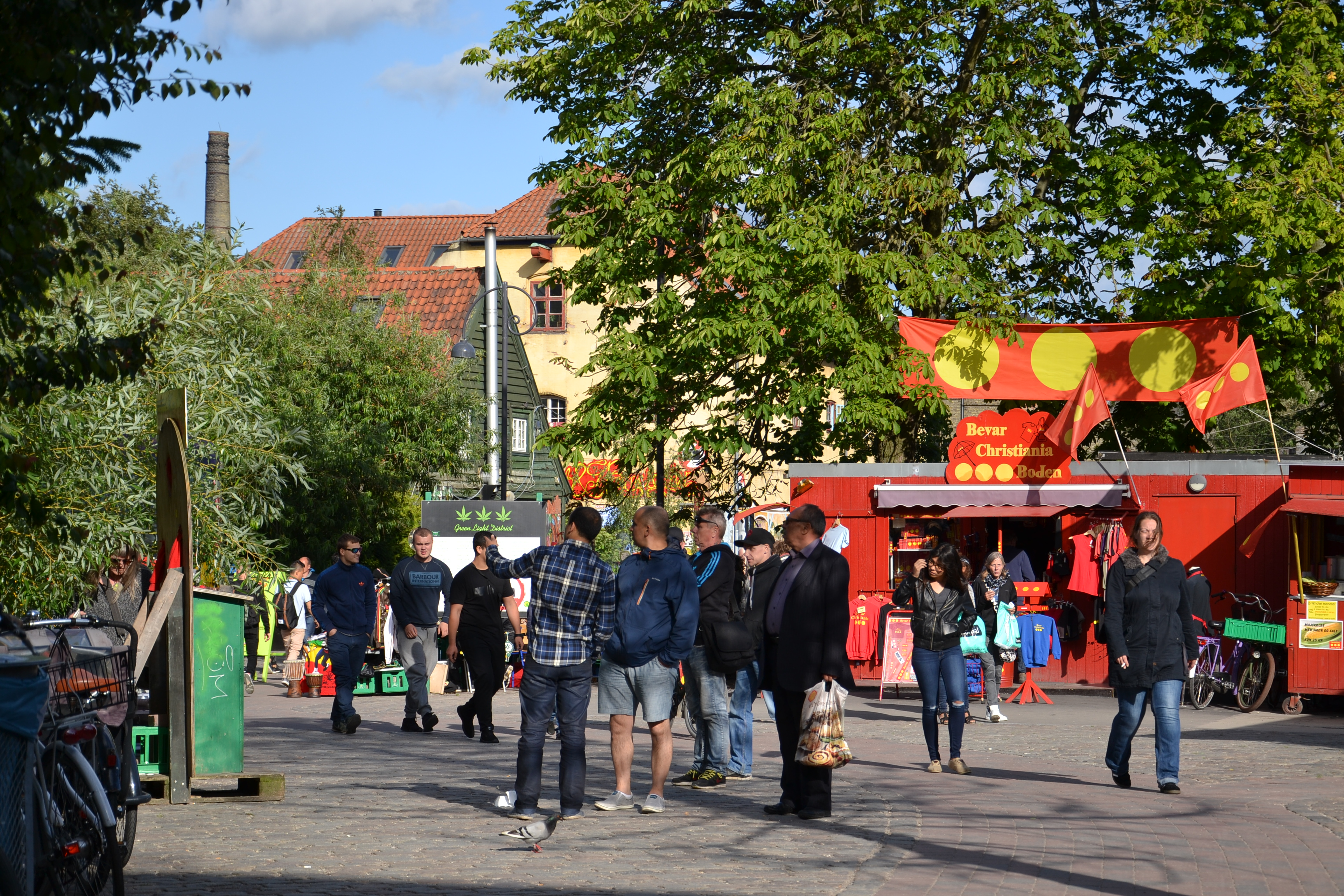
Wejście do Christianii

### Lata 90. i teraźniejszość
W 1994 mieszkańcy Christianii opracowali własny, nieoficjalny, obowiązujący do dziś „kodeks” praw, będący zupełnie niezależny od usankcjonowanego przez państwo. Zabronione jest w nim m.in. używanie samochodów, kradzieże, korzystanie z broni, kamizelek kuloodpornych i ciężkich narkotyków. Pomimo tego obszar dzielnicy przez długi czas sprzyjał rozwojowi grup przestępczych. W Christianii panuje również bezwzględny zakaz filmowania i robienia zdjęć miejscowym. Warto także wiedzieć – by uniknąć kłopotów i zatargów – o zasadzie „no running” (nie biegaj). Osoba, która biegnie po ulicach Christianii, często postrzegana jest przez mieszkańców jako złodziej lub policjant.
Do Wolnego Miasta można się aktualnie dostać poprzez dwa główne wejścia oraz od strony jeziora (droga obok piramidy). Według prawa mieszkańców cała dzielnica jest wyłączona z ruchu drogowego. Władze systematycznie usuwają jednak kamienie blokujące wjazd, tłumacząc to koniecznością zapewnienia dróg przeciwpożarowych. Społeczność Christianii kontrargumentuje, twierdząc, że rzeczywistym celem tych działań jest ułatwienie dostępu do obszaru dla policji, a kamienie są konsekwentnie umieszczane z powrotem na swoich miejscach.
Słynnym miejscem Christianii jest jej główna ulica, znana jako Pusher Street (Ulica Dealerów) położona niedaleko od głównego wejścia, gdzie mimo zakazu wprowadzonego przez władze nadal ustawione są straganiki z haszyszem oraz marihuaną (odmiany z całego świata). Jest to głównym argumentem dla władz, dążących do likwidacji Christianii. 
Trwająca przeszło 30 lat walka rządu ze wspólnotą Christianii nie była pozbawiona humoru. Kiedy w 2002 władze wystosowały wobec mieszkańców społeczny apel o „zapewnienie wszelkich działań, czyniących handel narkotykami mniej widocznym”, dealerzy rozpoczęli sprzedaż towaru w wojskowych mundurach kamuflujących. Duńskie Muzeum Narodowe posiada obecnie specjalną ekspozycję, dotyczącą historii działalności dealerów w Christianii. Do historii przeszedł także happening z grudnia 1974 – mieszkańcy dzielnicy w strojach św. Mikołaja rozdawali na ulicach Kopenhagi towary z okolicznych sklepów.
Handel narkotykami w dzielnicy jest ciągłym źródłem wstydu dla wielu duńskich polityków, wykazujących permanentną nieskuteczność w rozwiązywaniu problemu.
W 2001 i 2005 sukces wyborczy odniosła nieprzychylna wspólnocie Christianii Konserwatywna Partia Ludu. Rząd Andersa Fogh Rasmussena podjął szeroki zakres środków, by „znormalizować” dzielnicę, przez co najczęściej rozumiane było wymuszenie respektowania duńskiego prawa. W specjalnym raporcie grupy parlamentarzystów z wiosny 2004 przeczytać można, że w Christianii przebywa 878 mieszkańców, przeważnie Duńczyków w wieku od 30 do 49 lat, a obszar przeciętnego squatu wynosi około 50 m² (średnia kopenhaska – 44 m²). Napisano w nim również, że „W dzień Christiania pełni ważną funkcję społeczną, bo przychodzi tu wielu przegranych, którzy nie radzą sobie w zwykłym świecie, m.in. psychicznie chorzy”. Zanotowano liczne przypadki przywłaszczenia mienia ziemskiego (np. przez tworzenie przydomowych ogródków), a zyski z handlu narkotykami oceniono na około 80 mln dolarów rocznie.
Pierwszym, przedsięwziętym przez rząd krokiem była systematyczna inwigilacja środowisk dealerskich i ułatwienie dostępu do Christianii dla policji. W wyniku obławy, przeprowadzonej na Pusher Street w marcu 2004 zatrzymano ponad 50 dealerów. Kolejnym, realizowanym obecnie postulatem jest zarejestrowanie wszystkich nieruchomości w dzielnicy. W przyszłości planuje się także usunięcie nielegalnych hacjend z obszaru chronionego przez prawo (historyczna twierdza morska Kopenhagi). Od 15 lat w Christianii obowiązuje całkowity zakaz osiedlania się. Zapowiedziano wyburzenie części domostw i zastąpienie ich 300 nowymi. Wprowadzana aktualnie polityka „zero tolerancji” zmierza do delegalizacji samozwańczego „rządu” dzielnicy i oddania ziemi w ręce prywatnych przedsiębiorstw. Współcześnie w Christianii pozostało jeszcze kilkuset squatersów, których zmusza się do akceptacji reguł własności prywatnej i wolnego rynku, jednak wszelkie odgórne prawa i rozporządzenia są konsekwentnie ignorowane.
W dniu 18 lutego 2011 roku Sąd Najwyższy ostatecznie orzekł, że mieszkańcy Christianii mają prawo do własności i prawo do korzystania z tego obszaru. Później w ciągu roku, mieszkańcy Christianii otrzymali ofertę do zakupu powierzchni wolnego miasta, która została przyjęta przez mieszkańców Christianii na wspólnym posiedzeniu w dniu 20 czerwca 2011 roku. W dniu 22 czerwca 2011 roku Christiania podpisała umowę własnościową dla obszaru Wolnego Miasta. 1 lipca 2012, sprzedane udziały wyniosły 76,2 mln koron. 15 lipca 2013 roku Christiania otrzymała takie prawa i zasady, jakie obowiązują w pozostałej części Danii.

## Konteksty
Równolegle do opisanych wydarzeń wzrasta popularność turystyczna dzielnicy, której sława wyszła już dawno poza środowiska anarchistyczne. W obronie jej mieszkańców przez całą Danię przetoczyły się w 2004 serie protestów, co było jasnym sygnałem dla rządu, że nawet Duńczycy są w tej sprawie podzieleni. Problematyka dzielnicy będzie więc jeszcze długo stałym punktem obrad kopenhaskiego parlamentu, w którym Christiania nazywana jest urzędowo „eksperymentem społecznym”.
Przez ponad 30 lat istnienia dzielnicy termin „Christiania” znalazł także dość szerokie zastosowanie w skandynawskich mediach, gdzie mianem tym określana jest często wizja w pełni wolnego, utopijnego społeczeństwa.
Istotnym problemem jest również postępująca komercjalizacja miejsca.